# Ян з Тарнова
Ян з Тарнова (пол. Jan z Tarnowa; до 1349, Тарнів — 1409, там само) — шляхтич гербу Леліва, урядник Королівства Польського.

## Біографія
Народився до 1349 року в Тарнові. Син Рафала з Тарнова і Дзєржки з Вєловесі (пол. Wielowieś).
Займав уряди (посади) у воєводствах Сандомирському і Краківському. Був сандомирським підкоморієм 1368 р., коронним маршалком  до 1370, маршалком королівським до 1373, старостою радомським до 1376 року, каштеляном сандомирським до 1377 р., воєводою сандомирським (1385—1401 роки), старостою сандомирським до 1386 року. Взяв активну участь в анексійному поході 1387 року королеви Ядвіґи до Руського королівства, за що отримав у володіння міста Ярослав і Переворськ. Сприяв організації у Щирці римо-католицької парафії. Став першим генеральним старостою Русі (1387—1393; 1394—1404). Це відкрило йому шлях до столиці, де він став воєводою краківським (1401—1406), каштеляном і старостою краківським з 1406 року.
Свої маєтності розділив поміж синами Яном, який продовжив династію Тарновських, і Спитком, який став протопластом династії Ярославських.
Помер 1409 року в Тарнові.

### Сім'я
Ян з Тарнова одружився до 1379 з Катериною незнаного походження, у шлюбі з якою народилось четверо дітей:
- Ян Тарновський (до 1367—1433) — декан краківський (РКЦ), краківський воєвода, дружина — Ельжбета зі Штернберка;
- Рафал з Тарнова (1367—1415), дружина Софія;
- Спитек І Ярославський — засновник роду Ярославських[2]
- Дорота Тарновська (до 1367—1428), вийшла за ленчицького воєводу Марціна Сцібора з Ритвян.